# Cochlianthus
Cochlianthus är ett släkte av ärtväxter. Cochlianthus ingår i familjen ärtväxter.
Kladogram enligt Catalogue of Life:
| Cochlianthus | \| \| Cochlianthus gracilis \| \| \| \| \| \| Cochlianthus montanus \| \| \| \| |
|              | \| \| Cochlianthus gracilis \| \| \| \| \| \| Cochlianthus montanus \| \| \| \| |
|              | Cochlianthus gracilis                                                           |
|              |                                                                                 |
|              | Cochlianthus montanus                                                           |
|              |                                                                                 |